# 모기
모기는 파리목 모기과(Culicidae)에 속하는 곤충을 이르는 말이다. 수컷은 꽃의 꿀을 먹으며 살고 암컷도 평상시에는 그러하지만 산란기의 암컷의 거의 대부분은 빨대 모양의 주둥이로 숙주의 피부를 뚫고 피를 먹는 체외 기생충으로 산다. 수천 종이 다양한 숙주의 피를 먹고 살며, 주로 포유류, 조류, 파충류, 양서류 등을 포함한 척추동물이 숙주가 되고 경우에 따라서는 어류가 숙주가 된다. 어떤 종류는 절지동물과 같은 무척추동물을 공격하기도 한다. 숙주에게는 혈액을 잃는 것이 그다지 중요하지 않지만, 종종 모기의 침이 피부를 자극하는 발진을 일으켜 성가시게 한다. 무엇보다도 심각한 것은, 많은 모기의 종류가 질병의 매개체가 된다는 것이다. 일부는 숙주에서 숙주를 거치면서 말라리아(학질), 황열병, 치쿤구니아열, 서부나일강열바이러스, 뎅기열, 사상충증, 지카열, 아르보바이러스와 같은 매우 위험한 질병을 전파한다.
하지만 이런 경우는 일반 집모기, 숲모기가 질병을 전파하는 것이 아니라 일본뇌염모기, 얼룩날개모기 등이 질병을 전파하는 것이다.

## 진화와 종 분류

### 진화
모기는 1억 7천만 년 전 쥐라기 후기 때 지금의 남아메리카 대륙에서 처음 등장했다고 추정되며, 그 당시의 모기는 지금의 모기보다 3배 정도 컸던 것으로 여겨진다.
현재의 종과 해부학적으로 유사한 가장 오래된 모기는 캐나다의 백악기의 호박에서 발견된 7,900만 년 전의 종이다. 자매종으로는 버마의 9천만 년 ~ 1억 년 전의 호박에서 발견된 원시적 특징을 지닌 종이 보다 오래되었다. 현재의 종과 거의 차이 없는 모기는 4,600만 년 전의 화석에서 2마리가 발견되었다. 이 화석들은 뱃속에 피를 지닌 현재까지 발견된 가장 오랜 화석이기도 하다. 백악기보다 이른 시기의 화석은 발견되지 않았지만, 최근의 연구에서는 학질모기아과와 보통모기아과에 이르는 가장 이른 계통 분기가 2억 2,600만 년 전에 있었음이 제시되었다.
구세계와 신세계(아메리카 대륙)의 말라리아 모기는 9,500만 년 전 이후로 분화되었다고 여겨진다.

### 종과 분류
모기는 모기아목의 모기과(라틴어: Culicidae, '깔따구'(midge), '날파리'(gnat)를 의미)에 속한다.
모기과의 종은 전 세계에 3,500종이 넘게 발견되었다. 이들은 일반적으로 2개의 아과로 나누어지고, 다시 43개 정도의 속으로 나뉘는데, 더 많은 종의 발견과 DNA 연구로 인한 분류 재배열로 이러한 형태는 재차 변경될 수 있다. 2개의 주요 아과는 학질모기아과(Anophelinae)와 보통모기아과(Culicinae)이다. 이러한 구분은 현실적으로 중요한데, 이는 두 아과가 다른 종의 질병의 매개체로서의 중요성이 달라지는 경향이 있기 때문이다. 쉽게 말하자면, 황열병이나 뎅기열 같은 아르보바이러스성 질병은 보통모기아과에 의해 전염되는 경향이 있으나, 반드시 집모기(Culex)로 전염되는 것은 아니다. 일부는 조류말라리아를 옮기지만, 사람에게 전염되는 말라리아를 옮기는지의 여부는 명확하지 않다. 어쨌거나, 일부 종류는 먹파리들처럼 사상충증을 옮기기도 한다.
얼룩날개모기(학질모기)도 마찬가지로 얼룩날개모기속에 속하지 않는 모기들이 병원성 바이러스를 옮기기도 하지만 이들이 유효한 매개체로서 바이러스를 옮기는지는 명확하지 않다. 어쨌든, 인간에게 전염되는 말라리아의 대부분의 주요 매개체들은 얼룩날개모기이다.
감비아얼룩날개모기(Anopheles gambiae)는 현재 M(몹티)와 S(사바나) 분자 형태로 종분화가 진행 중이며, M 형태에 듣는 농약이 S 형태에는 듣지 않는다.

## 성별
더듬이가 빗처럼 생긴 모기가 수컷, 더듬이가 빗모양이 아닌 모기가 암컷이다. 수컷은 피를 빨지 못한다.

### 하위 분류
- 학질모기아과 (Anophelinae)
  - 학질모기족 (Anophelini)
    - 얼룩날개모기속 (Anopheles)
    - Bironella
    - Chagasia
- 보통모기아과 (Culicinae)
  - Aedeomyiini
    - Aedeomyia

  - 숲모기족 (Aedini)
  - 집모기족 (Culicini)
  - 털날개모기족 (Culisetini)
  - Ficalbiini
  - Hodgesiini
  - 늪모기족 (Mansoniini)
  - Orthopodomyiini
  - 사베트모기족 (Sabethini)
    - 사베트모기속 (Uranotaenia)

  - Uranotaeniini
  - 왕모기족 (Toxorhynchitini)
    - 왕모기속 (Toxorhynchites)

### 계통 분류
다음은 1995년 생명의 나무 웹 프로젝트(The Tree of Life Web Project)에서 제안된 모기하목의 계통 분류이다.

|  | 먹파리과                                                |
|  |                                                         |
|  | \| \| 등에모기과 \| \| \| \| \| \| 깔따구과 \| \| \| \| |
|  |                                                         |
|  | 등에모기과                                              |
|  |                                                         |
|  | 깔따구과                                                |
|  |                                                         |

|  | 등에모기과 |
|  |            |
|  | 깔따구과   |
|  |            |

|  | 먹파리과                                                |
|  |                                                         |
|  | \| \| 등에모기과 \| \| \| \| \| \| 깔따구과 \| \| \| \| |
|  |                                                         |
|  | 등에모기과                                              |
|  |                                                         |
|  | 깔따구과                                                |
|  |                                                         |

|  | 등에모기과 |
|  |            |
|  | 깔따구과   |
|  |            |

|  | 코레트렐라과                                        |
|  |                                                     |
|  | \| \| 털모기과 \| \| \| \| \| \| 모기과 \| \| \| \| |
|  |                                                     |
|  | 털모기과                                            |
|  |                                                     |
|  | 모기과                                              |
|  |                                                     |

|  | 털모기과 |
|  |          |
|  | 모기과   |
|  |          |

|  | 코레트렐라과                                        |
|  |                                                     |
|  | \| \| 털모기과 \| \| \| \| \| \| 모기과 \| \| \| \| |
|  |                                                     |
|  | 털모기과                                            |
|  |                                                     |
|  | 모기과                                              |
|  |                                                     |

|  | 털모기과 |
|  |          |
|  | 모기과   |
|  |          |

|  | 먹파리과                                                |
|  |                                                         |
|  | \| \| 등에모기과 \| \| \| \| \| \| 깔따구과 \| \| \| \| |
|  |                                                         |
|  | 등에모기과                                              |
|  |                                                         |
|  | 깔따구과                                                |
|  |                                                         |

|  | 등에모기과 |
|  |            |
|  | 깔따구과   |
|  |            |

|  | 먹파리과                                                |
|  |                                                         |
|  | \| \| 등에모기과 \| \| \| \| \| \| 깔따구과 \| \| \| \| |
|  |                                                         |
|  | 등에모기과                                              |
|  |                                                         |
|  | 깔따구과                                                |
|  |                                                         |

|  | 등에모기과 |
|  |            |
|  | 깔따구과   |
|  |            |

|  | 코레트렐라과                                        |
|  |                                                     |
|  | \| \| 털모기과 \| \| \| \| \| \| 모기과 \| \| \| \| |
|  |                                                     |
|  | 털모기과                                            |
|  |                                                     |
|  | 모기과                                              |
|  |                                                     |

|  | 털모기과 |
|  |          |
|  | 모기과   |
|  |          |

|  | 코레트렐라과                                        |
|  |                                                     |
|  | \| \| 털모기과 \| \| \| \| \| \| 모기과 \| \| \| \| |
|  |                                                     |
|  | 털모기과                                            |
|  |                                                     |
|  | 모기과                                              |
|  |                                                     |

|  | 털모기과 |
|  |          |
|  | 모기과   |
|  |          |

## 한살이와 특징

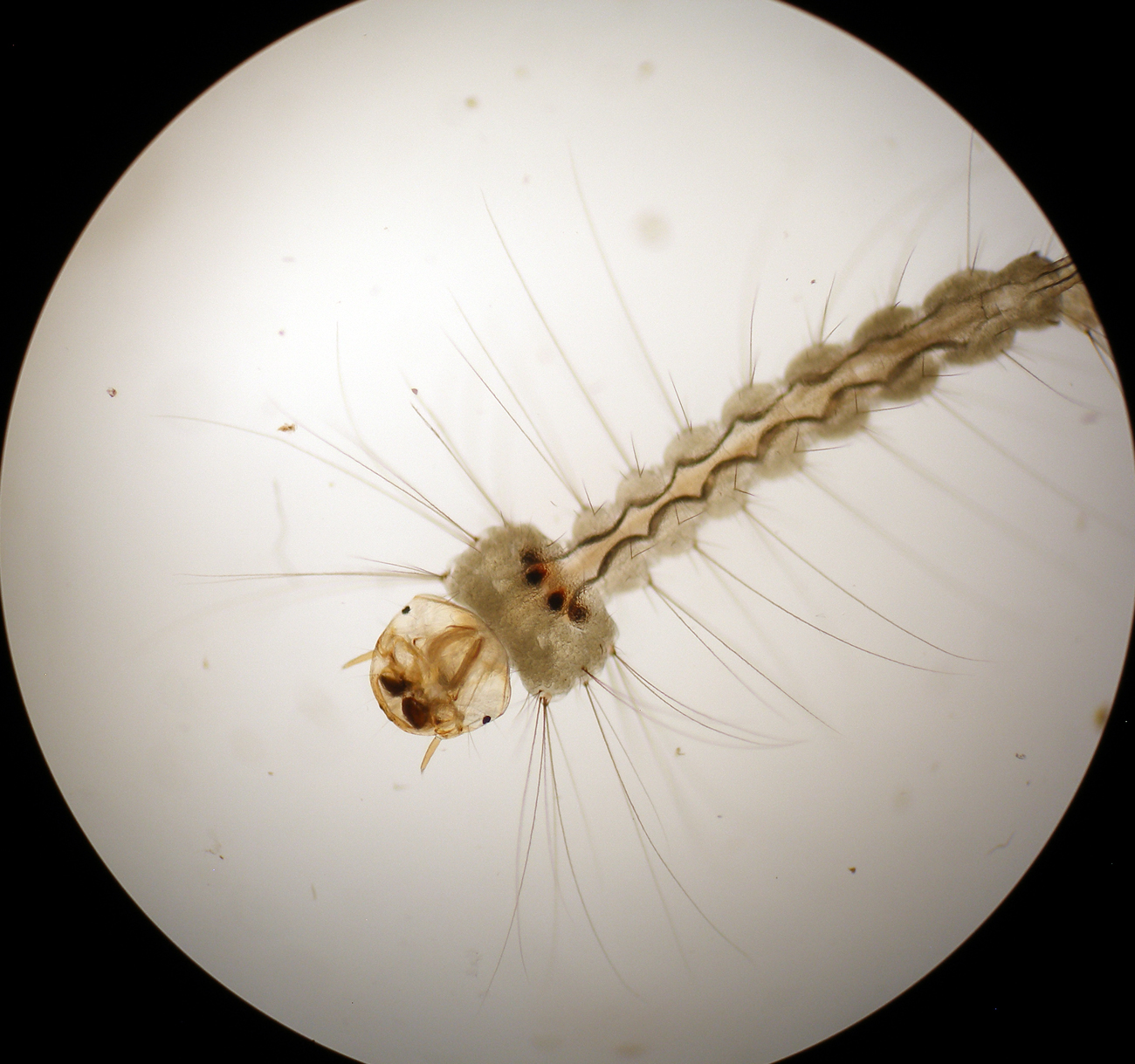
Wyeomyia smithii의 유충. 순환계의 분할된 부분과 해부학적 구조가 보인다.

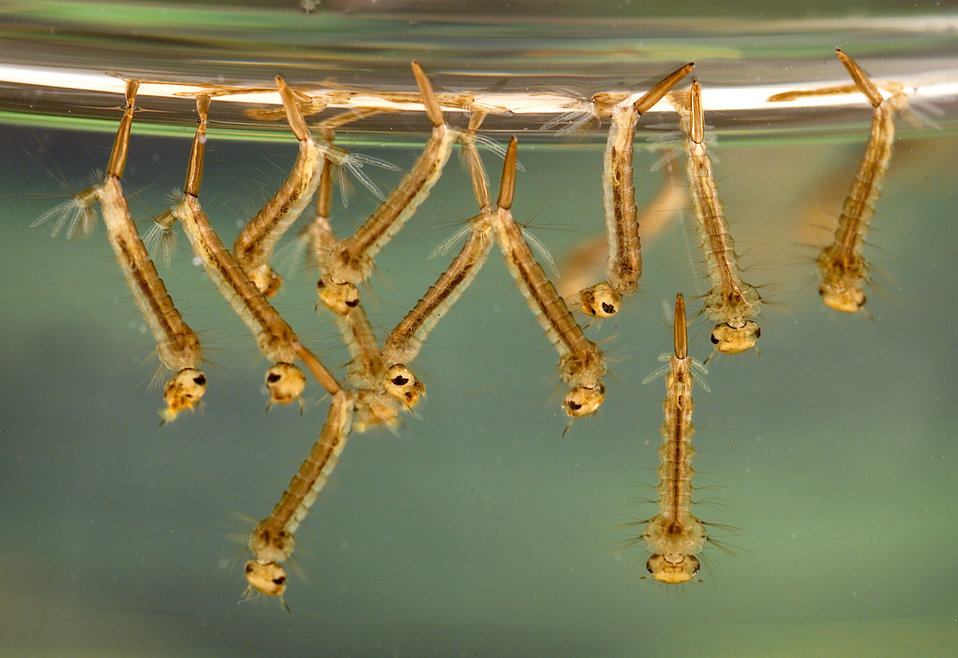
물 속에 있는 집모기 유충의 모습

다른 파리목의 곤충들처럼 모기는 주로 하수구나 연못 같은 고인 물에 알을 낳으며, 애벌레인 장구벌레는 물 속에서 성장하여 번데기 과정을 거쳐 성충이 된다. 일부는 물가 부근에 알을 낳기도 하고, 수생 식물에 알을 부착시키기도 한다. 각 종류는 생태 변화에 따라 알을 낳을 물의 상태를 선택한다. 일부는 잡식성이고 까다롭지 않다. 일부는 호수에 알을 낳고, 일부는 일시적인 웅덩이에 낳는다. 일부는 습지, 일부는 해수 소택지에 낳는다. 소금물에 알을 낳는 종류 중 일부는 담수와 바닷물의 1/3까지 염도의 염수에서 모두 적응하며, 다른 종류는 염분에 적응하기도 한다. 이러한 차이는 특정 환경의 선호가 모기를 방지하기도 하고 밤에 모기를 들이기도 하기 때문이다.
일부 종류는 식물 안에 자연적으로 고인 물, 예를 들면 나무 둥지에 고인 빗물이나 파인애플과의 엽액 등을 선호한다. 일부는 특정 낭상엽 식물(벌레잡이통풀, 사라세니아 등) 종류의 주머니에 고인 액체를 선호한다. 유생은 주머니에 빠져 부패하는 곤충이나 관련된 세균을 먹이로 삼는다. Wyeomyia 속이 그 예로, 무해한 Wyeomyia smithii는 자주사라세니아(Sarracenia purpurea)의 주머니에서만 알을 낳는다. 어쨌거나, 식물 안의 고인 물에 알을 낳는 일부 모기는 위험한 질병의 매개체이다.
모기 알의 대부분은 긴 타원형 또는 바나나형이지만, 얼룩날개모기류는 양쪽에 부낭을 갖고 있다.

### 성충
모기의 머리에는 한 쌍의 더듬이가 있는데 각각 15마디로 이루어진 다절구조(多節構造)로써, 각 마디에는 둥근 털이 있다. 또한 대롱처럼 긴 바늘 모양의 아랫입술(7개의 판으로 구성된 흡혈기관), 한 쌍의 아랫입술수염, 한 쌍의 겹눈이 있다. 다리는 가늘고 길며 세 쌍이다. 날개의 막질부는 투명하지만 날개맥은 비늘 모양의 잔털로 빽빽하게 덮여 있다. 육안으로 암수 구별이 가능한데, 더듬이에 긴 털이 많은 것이 수컷, 몇 개의 둥근 털이 있는 것이 암컷이다. 그리고 아랫입술수염 역시 긴 것이 수컷, 짧은 것이 암컷이다.
몸의 구성은 양쪽 몸통에 한장씩 모두 두 장의 날개, 한 쌍의 더듬이, 몸통, 양쪽에 세개씩 모두 여섯개의 긴 다리로 이루어져 있다. 모기의 크기는 다양하지만 보통 15 mm 미만이고, 무게는 2~3 mg 가량이다. 이들은 1.5~2.5 km/h의 속력으로 비행한다.
몸길이 3~6mm, 날개길이가 약 3mm 안팎으로 작은 편으로, 1초에 약 1,000~2,000번 날갯짓을 한다.

## 성충의 생활

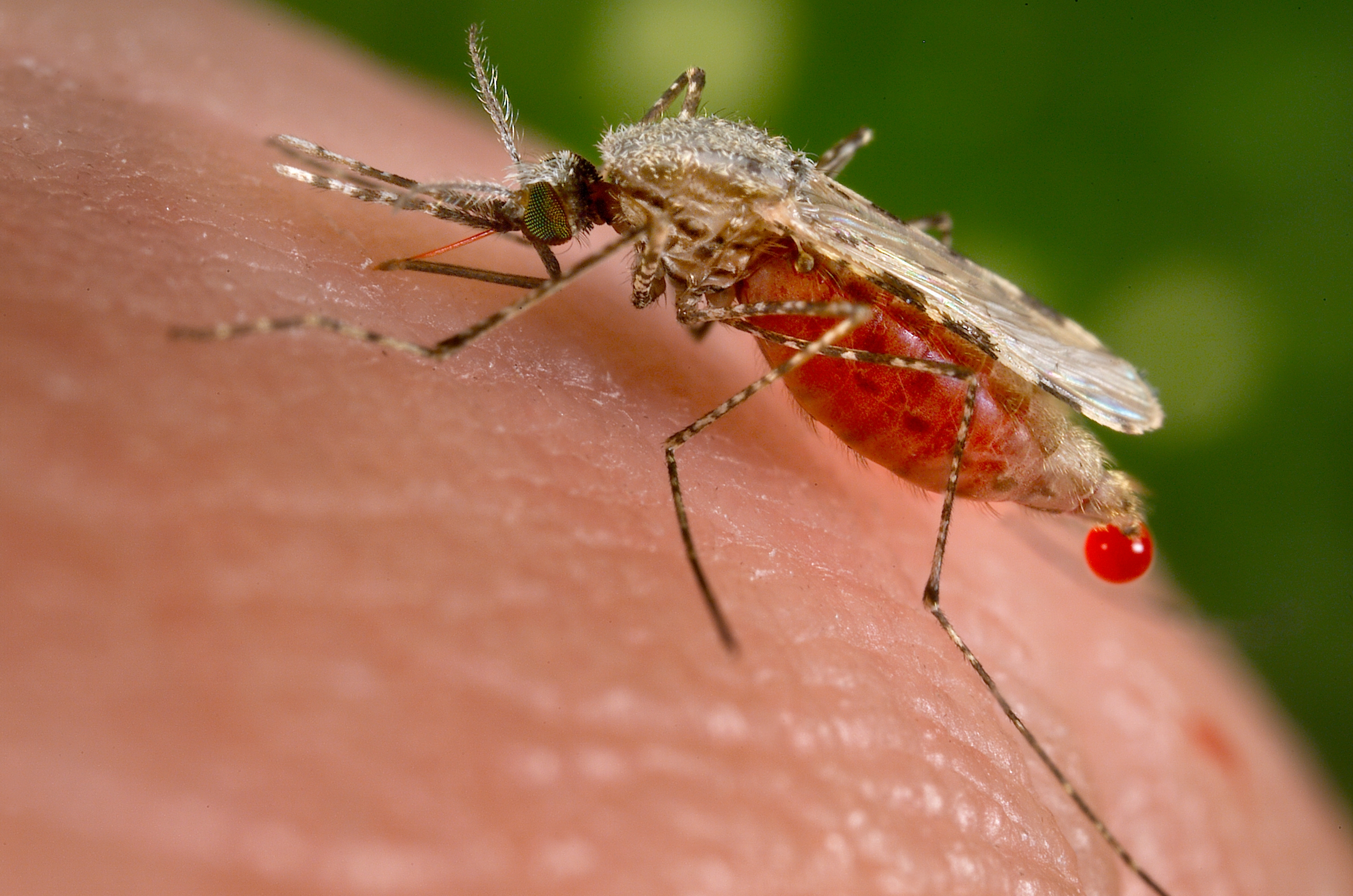
흡혈중인 얼룩날개모기

모기는 낮에는 풀숲에서 잠을 자고 밤에 활동하는 야행성 동물로써, 모기의 성충은 일반적으로 과즙이나 꽃의 꿀 같은 당분을 주된 칼로리원으로 하며, 흡혈은 암컷의 난소 발육을 위해서만 필요하고, 수컷은 흡혈하지 않는다. 흡혈 대상이 되는 동물은 포유류 외에도 새·양서류·파충류 등이다. 흡혈량은 빈속일 때의 체중(5mg 정도)과 같거나 또는 그 이상의 피를 한꺼번에 빨아들이는데 보통 여름철 기온에서는 3~4일 간에 전부 소화하고, 그 사이에 난소를 발달시켜 300여 개의 알을 낳는다. 암컷은 성충이 된 후, 수차례에 걸쳐 흡혈과 산란을 되풀이한다.
모기는 동물이나 사람의 피부에다 입을 찌르고 혈액의 응고를 방지하기 위하여 히루딘이라는 타액을 주입하는데, 이 타액 주입이 사람들에게 가려움을 느끼게 하며, 또한 이때 바이러스나 말라리아원충 등이 함께 주입되기도 한다.
광릉왕모기와 같은 왕모기아과의 일부 종류는 흡혈을 하지 않으며, 유충(장구벌레) 시기에 다른 흡혈 모기의 장구벌레를 잡아먹기도 한다.

### 서식 환경
열대지방의 모기는 일 년 내내 반복하고 산악지방과 온대·한대의 모기는 겨울을 알로 지내며, 눈이 녹은 물에서 유충기를 보내고, 연 1회만 한여름에 성충으로 나타난다. 모기는 14도에서 41도 사이에서 활동이 활발하다.

## 천적과 숙주

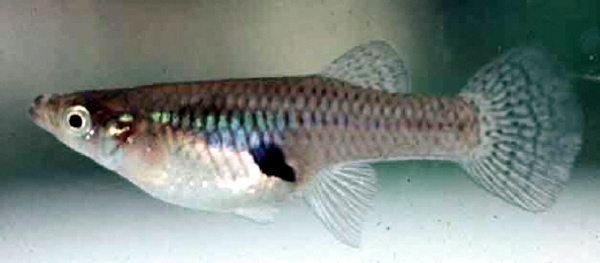
모기 잡는 물고기 Gambusia affinis, 모기의 천적

### 천적
모기의 천적으로는 성충을 잡아먹는 박쥐, 파리매, 잠자리, 사마귀, 거미가 있고, 유충을 잡아먹는 물방개의 애벌레, 미꾸라지, 물장군의 애벌레, 잠자리의 애벌레, 가물치, 메기, 잉어 등 수중 생물이 있다.

### 모기와 사람
모기는 사람, 가축에게 피를 빨아먹으며 전염병을 옮긴다. 또한 물리면 가려운데, 이것은 모기가 피가 응고되지 말라고 내보내는 성분 때문이다. 긁거나 침을 바르거나 하면 세균감염의 위험이 있다. 모기가 매개하는 질병은 뇌염·말라리아(학질)·필라리아(상피병)·일본뇌염·황열병 등이며 전 세계에 약 3,000종 가량이 알려져 있다. 원래 모기는 애벌레 시기에 천적인 큰 잉어, 자라, 물방개, 가물치, 잠자리 애벌레, 미꾸라지, 메기에 의해 수가 조절되지만, 각종 개발과 공업화로 생태계가 파괴되면서 상대적으로 천적이 사라진 모기는 비정상적으로 늘어났고, 매년 그 수가 급증하였다. 지구 온난화와 환경 오염으로 모기가 늘어나고 있다.

## 모기 방제

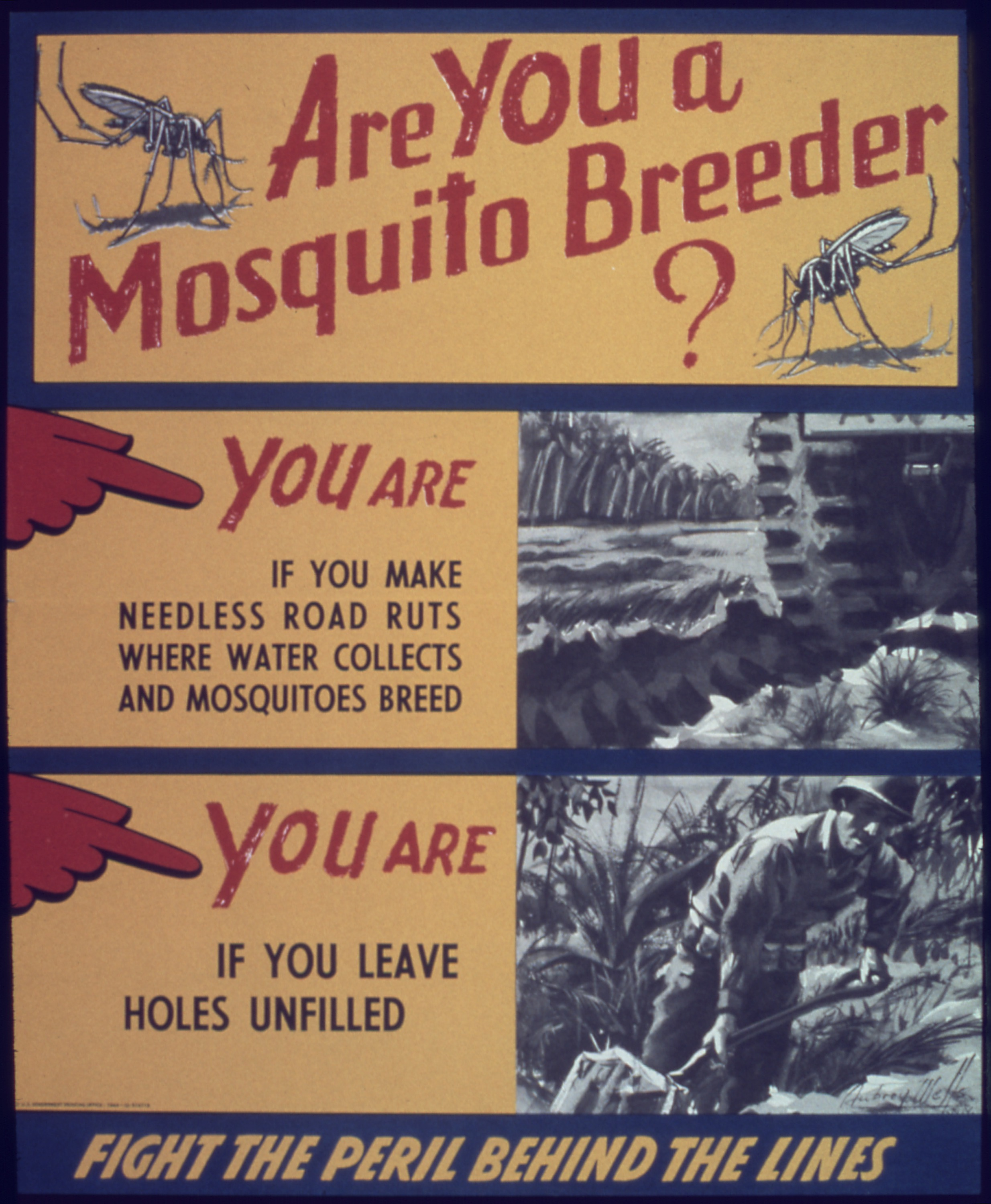
제2차 세계대전 중 고인 물을 방지하기 위한 팸플릿. "모기를 키우세요?"

모기 방제를 위해 여러 방법이 시도되었다. 알을 낳는 장소를 없애고, 창살 망과 방충망으로 걸러내거나, 생물학적으로 균류 등의 기생 생물, 선충류, 물고기, 요각류, 잠자리 유충과 성충, 그리고 도마뱀과 도마뱀붙이의 일부 등을 이용하여 방제하기도 한다. 또 다른 접근법으로 다수의 불임 수컷을 도입하기도 한다. 유전적 방법으로는 세포질 불화합성(cytoplasmic incompatibility), 염색체 전좌, 암수 왜곡, 유전자 왜곡 등이 탐구되었다. 이러한 방법들은 비용이 적게 들 뿐 아니라 매개체 저항도 없다.

## 퇴치법
- 모기장
- 스프레이형 살충제
- 모기향
- 모기기피제
  - 모기기피제의 형태는 스프레이 타입, 바르는타입, 스티커 타입, 팔찌타입등 다양하게 출시되고 있다.
- 모기퇴치 앱[31][32]

## 같이 보기
- 장구벌레
- 말라리아
- 일본뇌염
- 모기향
- 에프킬라
- 해충